# 청라 대우 푸르지오
청라 대우 푸르지오(영어: Cheongna Daewoo Prugio) 또는 청라 푸르지오(영어: Cheongna Prugio)는 대한민국 인천광역시 서구 청라국제도시 (청라동) 호수공원의 4개의 동으로 이루어져 있다. 세대 수는 751세대다.

## 역사
2009년 10월에 대우건설이 청라국제도시에 높은 고층 아파트 단지인 청라 대우 푸르지오를 착공하여 2013년 6월에 완공 후 개장하였다. 2016년 특별 분양이 있었다.

## 구성

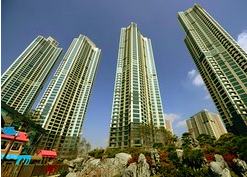
청라국제도시 대우 푸르지오.

청라 대우 푸르지오는 초고층 아파트로 4개동과 지상 57층, 지하 1층으로 구성되어 있다.
| 동 명칭 | 층수 | 높이 |
| ------- | ---- | ---- |
| 361동   | 57층 | 192m |
| 362동   | 50층 | 185m |
| 363동   | 49층 | 185m |
| 364동   | 48층 | 185m |

친환경 마감재와 복도 아트월 등이 사용되었고, 실별 난방온도 제어 시스템과 일괄 소등 스위치, 전자책 도서관 등의 시설이 설치되었다.

## 내부 시설

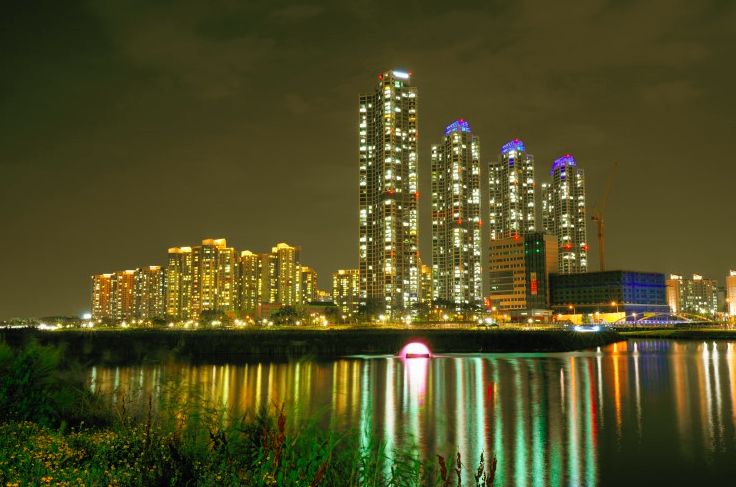
청라 대우 푸르지오 야경.

청라 대우 푸르지오의 초고층 아파트에는 1층은 로비/커뮤니티 공간이 있고 평면은 94m2A, 94m2B, 114m2, 120m2, 139m2으로 구성되어 있다. 아파트는 361동 57 및 217세대, 362동 50층 및 184세대, 363동 49층 및 180세대, 364동 48층 및 170세대로 구성되어 있고 각 동 23층~30층에는 기계실/주민휴게시설(피난안전구역)이 있다.

### 361동
| 층수        | 용도       |
| ----------- | ---------- |
| 31층 ~ 57층 | 아파트     |
| 30층        | 피난구역   |
| 2층 ~ 29층  | 아파트     |
| 1층         | 로비       |
| 지하 1층    | 지하주차장 |

### 362동
| 층수        | 용도       |
| ----------- | ---------- |
| 27층 ~ 50층 | 아파트     |
| 26층        | 피난구역   |
| 2층 ~ 25층  | 아파트     |
| 1층         | 로비       |
| 지하 1층    | 지하주차장 |

### 363동
| 층수        | 용도       |
| ----------- | ---------- |
| 25층 ~ 49층 | 아파트     |
| 24층        | 피난구역   |
| 2층 ~ 23층  | 아파트     |
| 1층         | 로비       |
| 지하 1층    | 지하주차장 |

### 364동
| 층수        | 용도       |
| ----------- | ---------- |
| 24층 ~ 48층 | 아파트     |
| 23층        | 피난구역   |
| 2층 ~ 22층  | 아파트     |
| 1층         | 로비       |
| 지하 1층    | 지하주차장 |

## 수상작
- 2013 아주경제 건설대상'에서 디자인 부문 대상 수상
- 2013 한경 주거문화 대상 수상

## 사건 및 사고
대우건설은 2013년 경부터 인천 청라지구의 푸르지오 아파트 부실시공으로 논란이 되어 왔다. 외부하중을 견디기 위한 건물 구조물인 벨트월층 내부에 위치한 인방보 두 곳에 대각철근이 절반(32가닥) 또는 1/4(21가닥) 장더 누락되어 안전성에 문제가 있다는 의혹이 보도된 바 있다.

## 갤러리

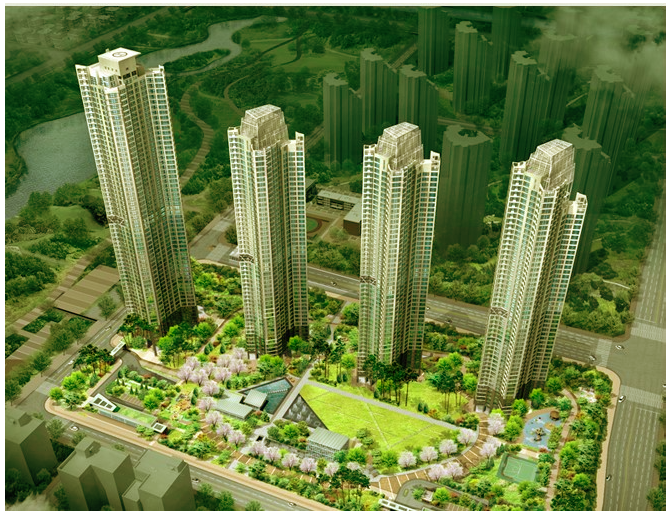
조감도
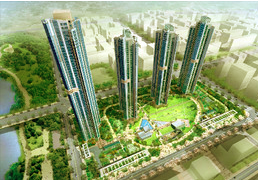
조감도
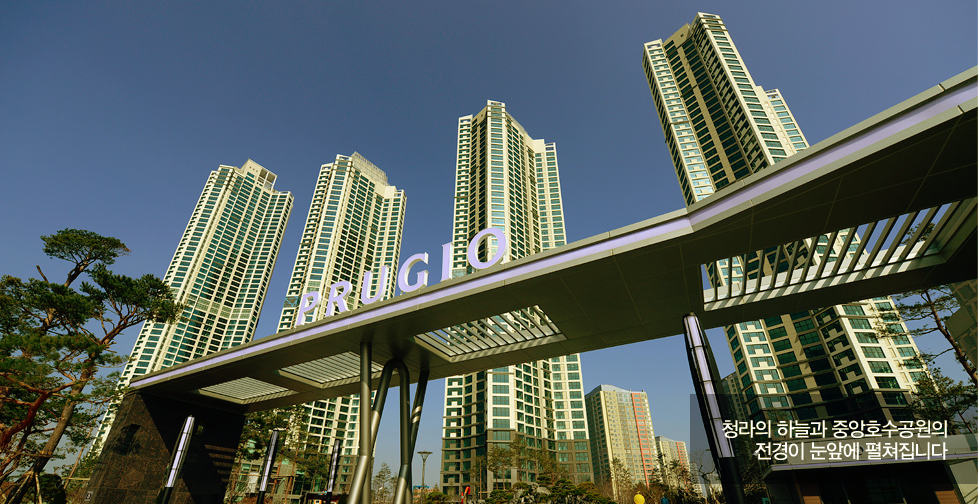
PRUGIO 간판이 있는 차량 출입구
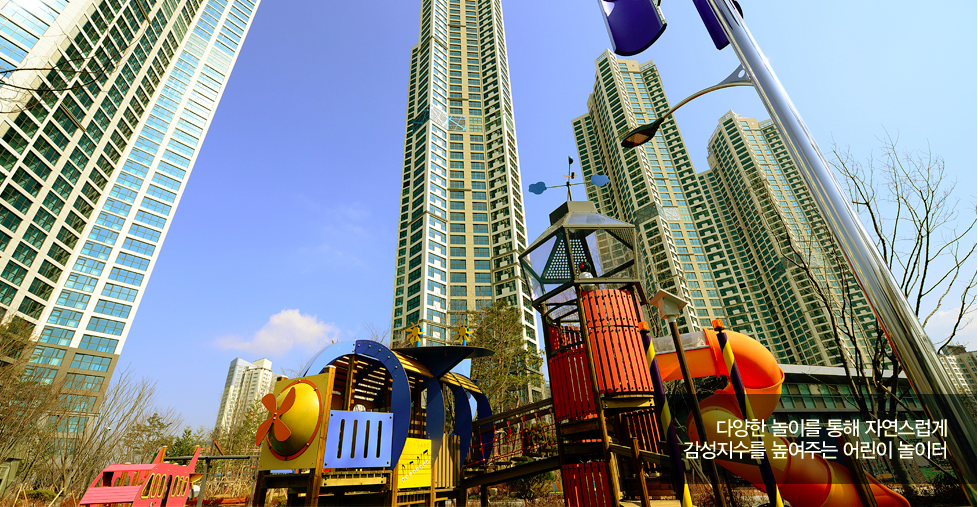
어린이 놀이터
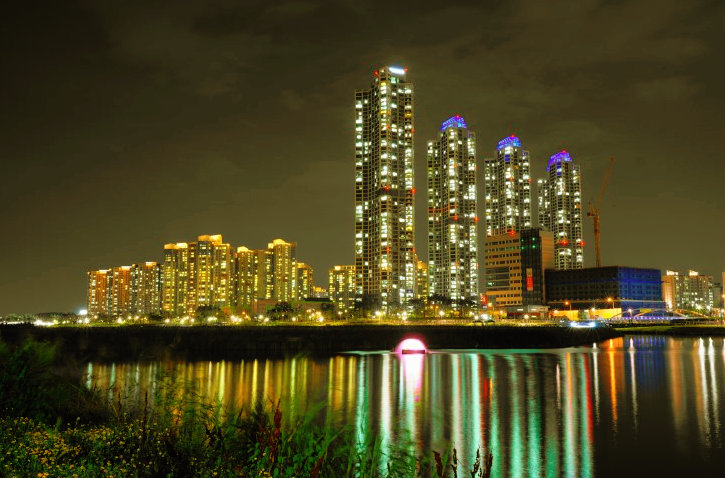
야경
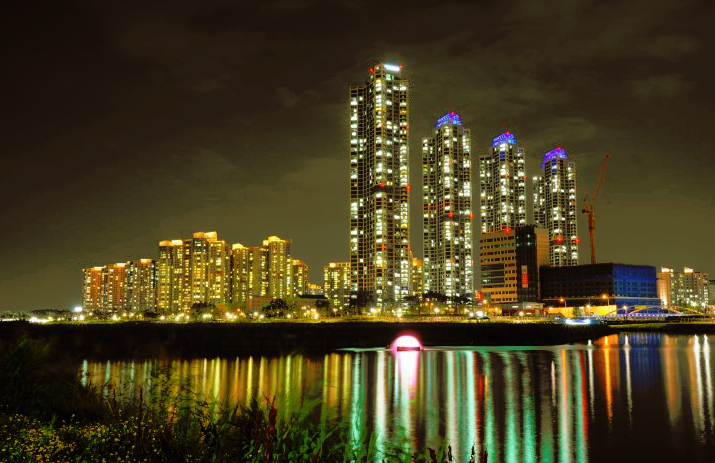
야경

## 같이 보기
- 푸르지오
- 청라 더샵 레이크 파크
- 대한민국의 마천루 목록
- 인천광역시의 마천루 목록